# Horloge biologique (film)
Pour les articles homonymes, voir horloge biologique.
Pour plus de détails, voir Fiche technique et Distribution.
Horloge biologique est un film québécois réalisé par Ricardo Trogi et sorti en 2005.

## Synopsis
Trois hommes dans la trentaine sont confrontés au désir de leurs conjointes respectives d'avoir des enfants. Ils sont tous les trois à des stades différents du projet: Sébastien est déjà père d'un garçon de huit mois, la conjointe de Paul est déjà enceinte alors que pour Fred, rien ne presse. Il s'ensuit une série de situations au cours desquelles nos trois protagonistes recherchent tout simplement le bonheur et la tranquillité.

## Fiche technique
- Titre : Horloge biologique
- Titre anglais : Dodging the Clock
- Réalisation : Ricardo Trogi
- Scénario : Jean-Philippe Pearson, Patrice Robitaille, Ricardo Trogi
- Musique : Frédéric Bégin, Phil Electric
- Direction artistique : Jean Bécotte
- Décors : Frédérique Bolté
- Costumes : Anne-Karine Gauthier
- Coiffure : Martin Rivest
- Maquillage : Annick Chartier
- Photographie : Jean-François Lord
- Son : Michel Lecoufle, Raymond Vermette, Stéphane Bergeron
- Montage : Yvann Thibaudeau
- Production : Nicole Robert
- Société de production : Go Films
- Sociétés de distribution : Alliance Atlantis Vivafilm
- Budget : 4,25 millions de dollars[1]
- Pays d'origine :  Canada
- Langue originale : français
- Format : couleur
- Genre : comédie de mœurs
- Durée : 100 minutes
- Dates de sortie :
  - Canada : 1er août 2005  (première - Place des Arts)[2]
  - Canada : 5 août 2005  (sortie en salle au Québec)
  - Canada : 13 septembre 2005  (Festival international du film de Toronto (TIFF))
  - Canada : 23 septembre 2005  (Cinéfest Sudbury, le festival international du film (en))
  - France : 25 novembre 2005  (Semaine du cinéma du Québec à Paris)
  - Canada : 13 décembre 2005  (DVD)

## Distribution
- Patrice Robitaille : Fred Gagnon
- Pierre-François Legendre : Paul Beauchamps
- Jean-Philippe Pearson : Sébastien Langevin
- Catherine Proulx-Lemay : Isabelle
- Julie Perreault : Justine
- Geneviève Alarie : Marie
- Claude Despins : Richard
- Hugo Giroux : Gosselin
- Marc St-Martin : Lapointe
- Julie Deslauriers : Anne Tremblay
- Claude Michaud : Michaud
- Karen Elkin : Claudine
- Mélanie Delisle : réceptionniste
- Martin Laroche : Blanchette
- Dominique Quesnel : pharmacienne
- Luc Malette : père de famille chez le concessionnaire